# Personaggi di Mimì e la nazionale di pallavolo
Questa è la lista dei personaggi di Attack n° 1, manga scritto e illustrato da Chikako Urano. Gli stessi compaiono anche nella serie televisiva anime omonima, nota in Italia principalmente come Mimì e la nazionale di pallavolo, e nei media derivati.

## Personaggi principali
Kozue Ayuhara (鮎原こずえ?, Ayuhara Kozue)
Ayuhara Kozue nel 1º doppiaggio italiano, Mimì Ayuhara dal 2º doppiaggio in poi. È la protagonista della storia; all'inizio ha tra i 13 e i 14 anni e 17 alla fine. Ha grandi occhi verdi e capelli castani, che nel manga porta in una coda di cavallo, in due codini o in un taglio corto, mentre nell'anime li tiene sempre legati in una coda con un nastro giallo. È di carattere gentile e assertivo ma anche determinato e volitivo; tuttavia talvolta può lasciarsi avvilire di fronte a sfide difficili e inoltre odia perdere. Infatti, Kozue non è una protagonista esente da difetti: nella prima parte della storia ambientata alle medie, ella si dimostra a volte eccessivamente orgogliosa e sicura di sé. A scuola prende ottimi voti ed è molto popolare. Precedentemente all'inizio della vicenda era una studentessa del Meiho, dove era la prima della classe. La storia si apre con il suo arrivo a Fujimi per riabilitarsi dalla tubercolosi, dove frequenta la seconda media. Dopo aver fatto amicizia con il gruppo delle "svogliate" della scuola, ne diventa il capo e cerca di ripulire la loro reputazione fondando una squadra di pallavo, sport per il quale ha sempre avuto un grande talento. Kozue e le sue amiche riescono a vincere contro la squadra della scuola, permettendo così alle due squadre di unirsi e formare un team più grande. Presto entra in squadra anche Midori, con la quale Kozue avrà frequenti litigi a causa delle loro idee diverse su come gestire il team; ma successivamente le due metteranno da parte i dissapori e diventeranno migliori amiche, condividendo gioie e dolori. Kozue viene eletta capitano della squadra della scuola Fujimi e da questo momento dedicherà la sua vita alla pallavolo. Dopo aver vinto due tornei nazionali scolastici, Kozue e Midori rappresentano il Giappone al campionato mondiale juniores, che arriverà secondo dopo l'Unione Sovietica. Oltre ad ottenere successi in campo sportivo, la ragazza dovrà affrontare dure prove: come la morte del suo caro amico Tsutomu, del quale era anche innamorata; e nel manga inoltre, scoprirà di soffrire di un problema all'utero che in futuro le impedirà di avere figli. Infine, Kozue rappresenterà il Giappone ai campionati mondiali femminili 1970, dove porterà la squadra alla vittoria contro l'Unione Sovietica e sarà nominata migliore giocatrice del mondo.
Doppiata da Kurumi Kobato (originale), Laura Boccanera (1º doppiaggio), Beatrice Margiotti (2º doppiaggio), Federica Valenti (3º doppiaggio, italiano).
Midori Hayakawa (早川みどり?, Hayakawa Midori)
Midon Hayakawa nel 1º doppiaggio italiano dell'anime. Ha la stessa età di Kozue ed è la sua migliore amica. Ha occhi marroni, lunghi capelli castani ramati e porta una fascia che nell'anime è azzurra. Nell'anime è stata introdotta nel 4º episodio, anche se la si vede di spalle al termine del 3°. Viene da una famiglia molto benestante di industriali e dopo aver vissuto a Kyoto, ritorna a Fuji durante il secondo anno delle medie, città in cui ha trascorso l'infanzia; è infatti una vecchia amica di Kashiwagi, Nakazawa e Tsutomu. In un primo tempo sussisteva un rapporto molto problematico tra lei e Kozue ed un'accesa rivalità. Midori è molto più individualista della compagna: il suo obiettivo primario è quello di diventare capitano della squadra, non per passione del gioco, ma perché pensa alla carriera. Tuttavia la ragazza impara a riconoscere le capacità di Kozue e la accetta come capitano diventandone la più grande amica e ottenendo il numero 2 sulla maglia. In molte occasioni sarà di supporto alla protagonista, come quando dovrà affrontare il trauma in seguito alla morte di Tsutomu. Inoltre, nella seconda parte della storia sembra abbia un interesse romantico ricambiato per il suo amico Mitamura. Ad eccezione di Kozue è l'unico personaggio ad essere apparso in tutti i seguiti e le serie derivati dal manga.
Doppiata da Sumie Sakai, Eiko Masuyama (4° film) (originale), Gabriella Andreini (1º doppiaggio), Francesca Rossiello (2º doppiaggio), Lara Parmiani (3º doppiaggio, italiano).
Shunsuke Hongo (本郷俊介?, Hongō Shunsuke)
Il giovane insegnante d'inglese del Fujimi e allenatore della squadra di pallavolo. Indossa generalmente un completo blu, una camicia bianca e una cravatta verde. Ai tempi dell'università era un giocatore di baseball. Apparentemente molto duro, ma nel profondo di sé ha un cuore tenero. Contribuirà attivamente alla nascita ed allo sviluppo dell'amicizia tra Kozue e Midori. Le ragazze subito si affezionano a lui e non vorrebbero mai deluderlo. Particolarmente degni di nota sono i suoi metodi eccezionalmente duri d'allenamento e le strategie di gioco che, pur se non comprese immediatamente dal pubblico, alla fine funzionano sempre.
Doppiato da Shūsei Nakamura (originale), Luca Ward (1º doppiaggio), Giovanni Brusatori (1ª voce) (2º doppiaggio), (Marco Balzarotti (3º doppiaggio, italiano).
Tsutomu Ichinose (一ノ瀬努?, Ichinose Tsutomu)
Sutomo Ichinose nella versione italiana dell'anime, talvolta pronunciato Sutomu nel 2º doppiaggio. Molto popolare in tutta la scuola, non pratica alcuno sport ma fa parte del direttivo del giornale scolastico ed è rappresentante del consiglio degli studenti; è buon amico di Kozue e una sorta di suo "cugino acquisito", avendo sua zia sposato lo zio di Kozue. Tuttavia non si esime dall'essere anche severo con lei durante i suoi momenti di rassegnazione. Tra i due col tempo inizierà a crescere un sentimento: ad un certo punto decide di lasciare il liceo per lavorare nel negozio di frutta e verdura di famiglia ed aiutare il padre malato. Nel manga muore investito da un treno tentando di salvare un ragazzo. Nell'episodio 52 dell'anime, mentre è alla guida del suo furgone, nella fretta di arrivare allo stadio per vedere la partita, sbaglia una curva e precipita in un burrone. Morirà prima che Kozue riesca a raggiungerlo in ospedale. Successivamente la ragazza leggerà il suo diario e scoprirà che anche lui era da tempo innamorato di lei.
Doppiato da Katsuji Mori (originale), Andrea Ward (1º doppiaggio), Marco Ioannucci (ep. 27-47), Francesco Prando (ep. 48-56), Alessio Cigliano (ep. 82-83, 104) (2º doppiaggio), Patrizio Prata (3° doppiaggio, italiano).
Daigo Inokuma (猪野熊大吾?, Inokuma Daigo)
Diego Nacchi nel 3º doppiaggio italiano. Il suo vero nome è Ichiro Okawa (大川一郎?, Ōkawa Ichirō, Italo nel 3º doppiaggio italiano). Amico di Hongo durante l'università, Inokuma perde il padre e inizia a dedicarsi alla pallavolo, allenandosi con tanta furia da infortunarsi il polso destro e da dover rinunciare a giocare. Quando Hongo lo incontra dopo diversi anni, non lo riconosce a causa della barba e degli occhiali da sole che gli confersiscono un aspetto minaccioso, e scopre che è diventato l'allenatore di una squadra coreana di successo. In seguito allena Kozue e Midori per la squadra del Giappone ai campionati del mondo di juniores. Adotta dei metodi ancora più duri ed estremi di Hongo nell'allenare le ragazze. Si scopre successivamente essere il fratello di Michiru, mentre nel dorama è suo padre.
Doppiato da Masao Nakasone (originale), Enrico Lazzareschi (1º doppiaggio), Bruno Cattaneo (2º doppiaggio), Stefano Albertini (3º doppiaggio, italiano).

## Liceo Fujimi
Miyuki Onuma (大沼 みゆき?, Ōnuma Miyuki)
Marion Onuma nel 3º doppiaggio italiano. Ha lunghi capelli castani legati in due codini. È il capitano della squadra di pallavolo della Fujimi High School. Inizialmente non corre buon sangue tra lei Kozue e Midori, a causa della sua eccessiva autorità, ma in seguito riusciranno ad andare d'accordo e a collaborare. Nell'anime lascia il posto di capitano alla protagonista per andare al college.
Doppiata da Yōko Muri, Masako Ebisu (4º film) (originale), Daniela Caroli (ep. 43-47), Antonella Baldini (2ª voce) (2º doppiaggio) Daniela Fava (3º doppiaggio, italiano).
Kyoko Makimura (真木村京子?, Makimura Kyōko)
Giorgia nel 3º doppiaggio italiano. Ha capelli castani, porta le treccine e ha gli occhi azzurri. Ex tennista, costretta a lasciare lo sport a causa di sua madre, che vorrebbe si concentrasse esclusivamente sullo studio. In quanto figlia di un medico, vuole mantenere lo status di prima della classe e inizialmente finge di odiare lo sport. Si unisce alla squadra del Liceo Fujimi per dimostrare di non essere inferiore a Kozue sia negli studi che nella pallavolo, ma presto si riconcilia con lei diventando un membro regolare del club e sostituendo Onuma dopo il suo ritiro.
Doppiata da Eiko Masuyama (originale), Daniela Caroli (2º doppiaggio), Giusy Di Martino (3º doppiaggio, italiano).
Ishimatsu (石松?, Ishimatsu)
Annabella nel 3º doppiaggio italiano. Nel manga il suo nome completo è Matsue Ishihara (石原松枝?, Ishihara Matsue), mentre nell'anime è Matsue Ishida (石田松江?, Ishida Matsue). Ha capelli neri raccolti in una coda e possiede un fisico robusto. È un membro della squadra della Fujimi High School e frequenta abitualmente la squadra del liceo. È spiritosa e dotata di una forte volontà.
Doppiata da Mie Azuma (originale), Francesca Rossiello (1ª voce), Daniela Caroli (2ª voce), Antonella Rinaldi (3ª voce) (2º doppiaggio), Elisabetta Spinelli (3º doppiaggio, italiano).
Nakazawa (中沢?, Nakazawa)
Nicoletta nel 3º doppiaggio italiano. Soprannominata Naka, è la giocatrice col numero 7 della squadra del ginnasio del Fujimi ed è caratterizzata da una pettinatura con una treccia raccolta su una tempia con un fiocco verde. Faceva parte del gruppo delle "svogliate". È una ragazza tenace, simpatica e inizialmente anche un po' attaccabrighe, ma in fondo di buon cuore; infatti, dopo aver superato alcune iniziali incomprensioni con Kozue, le si affezionarà e la chiamerà sempre "capitano". È l'unica che dopo le medie seguirà Kozue e Midori anche nella squadra del liceo, indossando la maglia col numero 6. A differenza dell'anime, nel manga non compare più dopo essersi unita alla squadra di basket liceale.
Doppiata da Kazuko Sawada (originale), Rosalinda Galli (1º doppiaggio), Daniela Caroli (1ª voce), Valeria Perilli (2ª voce), Angelina Contaldi (3ª voce), Antonella Rendina (4ª voce), Francesca Rossiello (5ª voce), Beatrice Margiotti (6ª voce) (2º doppiaggio) Roberta Gallina (3º doppiaggio, italiano).
Haruko Shimizu (清水晴子?, Shimizu Haruko)
Sandra nel 3º doppiaggio italiano. Ha lunghi capelli neri e mossi. È la giovane insegnante di lingua giapponese e allenatrice originale della Fujimi High School. Essendo troppo emotiva, si vedrà costretta a chiedere il supporto di Hongo per gestire e preparare al meglio la squadra in vista del torneo nazionale. Tuttavia, a differenza di quest'ultimo è in grado di comprendere meglio la psicologia delle ragazze.
Doppiata da Hiroko Mori (originiale), Valeria Perilli (ep. 43-47), Mariella Furgiuele (ep. 48-104) (2º doppiaggio), Dania Cericola (3º doppiaggio, italiano).
Takeichi (武市?, Takeichi)
Takei nel 2º doppiaggio italiano e Carola nel 3º. Ha capelli corti e porta un cerchietto. Faceva parte della squadra originale del Liceo Fujimi.
Doppiata da Masako Sugaya (originale), Francesca Rossiello (1ª voce), Angelina Contaldi (2ª voce) (2º doppiaggio), Debora Magnaghi (3º doppiaggio, italiano).
Ishikawa (石川?, Ishikawa)
Monica nel 3º doppiaggio italiano. Porta le treccine e faceva anche lei parte della squadra originale del Fuijmi.
Doppiata da Yoshiko Matsuo (originale), Francesca Rossiello (2º doppiaggio), Emanuela Pacotto (3º doppiaggio, italiano).
Inomata (猪俣?, Inomata)
Sophie nel 3º doppiaggio italiano. Soprannominata Deko (デコ?, Deko), ha capelli castani corti ed è caratterizzata da una fronte alta. Si unisce alla squadra del Fujimi assieme a Ishimatsu.
Doppiata da Mie Azuma (originale) Angelina Conaldi (1ª voce), Daniela Caroli (2ª voce) (2º doppiaggio), Deborah Morese (3º doppiaggio, italiano).
Giocatrici con maglia 9 e 10
Facevano parte della squadra originale del Liceo Fujimi. La giocatrice numero 9 è bassa, tarchiata con viso paffuto, ha capelli corti di tonalità castano chiaro. La giocatrice numero 10 invece è alta, mora, ha un naso aquilino assai pronunciato e un taglio di capelli corto, leggermente bombato. In campo appaiono rarissime volte. Sono solitamente presenti, di contorno alla squadra, durante le cerimonie e le riunioni. Durante gli incontri sovente appaiono in panchina. Non parlano mai e i loro nomi non sono resi noti.
Presidente
Doppiato da Mario Scarabelli (italiano, 3º doppiaggio).

## Scuola media Fujimi
Keiko Kashiwagi (柏木敬子?, Kashiwagi Keiko)
Olga nel 3º doppiaggio italiano. Porta i capeli corti ed è soprannominata Kakko. È anche lei parte del gruppo delle "svogliate" ed è la numero 6 nella squadra del ginnasio. Conosce Midori dalle elementari, ma non approva il suo iniziale atteggiamento egoistico. Anche lei come Nakazawa chiama Kozue "capitano". Dopo le scuole medie non prosegue gli studi, dovendo aiutare i genitori nel ristorante di famiglia,    e dopodiché esce di scena.
Doppiata da Reiko Muto (originale), Carla Comaschi (1º doppiaggio), Debora Magnaghi (3º doppiaggio, italiano).

Yumi Katsuragi (桂城由美?, Katsuragi Yumi)
Nagaya nei doppiaggi italiani. Ha capelli neri corti, legati con un nastro verde in una coda laterale su una tempia. Era il capitano originale della squadra del ginnasio del Fujimi prima di passare il ruolo a Kozue. Inizialmente a lei e alle sue compagne non stanno simpatiche le ragazze del gruppo delle "svogliate", ma dopo aver perso contro di loro cambiano opinione e ne diventano amiche formando un'unica squadra.
Doppiata da Eiko Masuyama (originale), Rosalinda Galli (1º doppiaggio), Alessandra Karpoff (3º doppiaggio, italiano).

Yuri Izumi (泉ゆり?, Izumi Yuri)
Jeri Izumi nel 1º doppiaggio italiano e Isabella nel 3º. Porta i capelli corti con un ciuffo che le copre un occhio. Capitano dei quattro assi del ginnasio Hamaki che poi confluisce nel Fujimi. Inizialmente rivale e poi amica di Kozue. È costretta ad abbandonare la pallavolo dopo un grave infortunio al braccio.
Doppiata da Mitsuko Aso (originale), Monica Cadueri (1ª voce), Rita Baldini (2ª voce) (1º doppiaggio), Loredana Nicosia (3º doppiaggio, italiano).
Ryoko Katori (香取良子?, Katori Ryōko)
Yoshita Katon nel 1º doppiaggio italiano e Carla nel 3º. Ha le lentiggini e denti sporgenti. È uno dei quattro assi e ha una personalità allegra. Nel manga lascia il club di pallavolo una volta entrata al liceo a causa della bravura di Onuma per passare al basket, ma in seguito ritorna a farne parte. Nell'anime dopo aver cominciato il liceo scompare assieme a Ozawa e Kudo.
Doppiata da Masako Sugaya (originale), Gabriella Andreini (1º doppiaggio), Patrizia Scianca (3º doppiaggio, italiano).
Yukie Ozawa (小沢幸江?, Ozawa Yukie)
Orietta nel 3º doppiaggio. È un altro dei quattro assi e ha capelli neri corti. Nel manga anche lei lascia il club di pallavolo per il basket, per poi ritornare.
Doppiata da Masako Ebisu (originale), Rosalinda Galli (1º doppiaggio), Marcella Silvestri (3º doppiaggio, italiano).
Keiko Kudo (工藤圭子?, Kudō Keiko)
Kido Kudo nel 1º doppiaggio italiano e Sabina nel 3º. Uno dei quattro assi dell'Hamaki e poi titolare nel Fujimi. Indossa gli occhiali, porta i capelli in una treccia e il suo soprannome è Okay (おケイ?, O kei). Dopo essere stata costretta ad abbandonare il campo da gioco a causa di problemi cardiaci, sceglie di dare una mano alla squadra in qualità di allenatrice.
Doppiata da Chieko Kitagawa (originale), Monica Ward (1º doppiaggio), Cinzia Massironi (3º doppiaggio, italiano).
Fukuda (福田?, Fukuda)
Una delle ragazze del gruppo delle svogliate. Ha una carnagione abbronzata e porta i capelli in due codini con una frangetta. Dopo aver terminato le scuole medie non compare più.
Doppiata da Sachiko Chijimatsu (originale), Monica Ward (1º doppiaggio), Elisabetta Spinelli (3º doppiaggio, italiano).
Ikezaki (池崎?, Ikezaki)
Irma nel 3º doppiaggio italiano. Soprannominata Ike, fa parte del gruppo delle svogliate, ha una carnagione chiara e porta i capelli in due codini legati con delle perline. Come Fukuda, anche lei scompare dopo le scuole medie.
Doppiata da Nana Yamaguchi (originale), Carla Comaschi (1º doppiaggio), Maura Marenghi (1ª voce), Emanuela Pacotto (2ª voce) (3º doppiaggio, italiano).
Taiboku (大木?, Taiboku)
Oki nel 1º doppiaggio italiano. Fa anche lei parte del gruppo delle svogliate. È paffuta e di bassa statura, ha capelli biondo scuro e ha sempre fame.
Doppiata da Makoto Kosaka (originale), Gabriella Andreini (1º doppiaggio), Giusy Di Martino (2º doppiaggio, italiano).
Nakajima (中島先生?, Nakajima sensei)
Nicole nel 3º doppiaggio italiano. È l'insegnante di atletica leggera. Quando Kozue lascia momentaneamente la pallavolo le insegna la ricezione con capriola.
Doppiata da Hiroko Suzuki (originale), Maresa Ward (1º doppiaggio), Donatella Fanfani (3º doppiaggio, italiano).
Preside
Doppiato da Pietro Ubaldi (italiano, 3º doppiaggio).

## Nazionale giapponese
Yuriko Matsuyama (松山由利子?, Matsuyama Yuriko)
Osuyama nel 2º doppiaggio italiano e Valerie nel 3º. Ha lunghi capelli neri raccolti in due codini. È il capitano del Minion e della nazionale giapponese maggiore, considerata la migliore attaccante del Giappone. Difende Kozue dalle molestie di Kiyama.
Doppiata da Kazue Takahashi (originale), Daniela Caroli (2º doppiaggio), Marcella Silvestri (3º doppiaggio, italiano).
Shigemi Kiyama (木山しげみ?, Kiyama Shigemi)
Nokiyama nel 2º doppiaggio italiano e Giulia nel 3º. Ha un viso squadrato, una carnagione abbronzata e lunghi capelli neri raccolti in una coda. È il capitano del Kawamoto ed è una giocatrice volitiva e individualista, molto orgogliosa del suo attacco. Poiché la sua amica Goto è stata scartata dalla nazionale per includere Kozue, si vendica su quest'ultima riservandole frecciatine e lanci difficili da schiacciare, con l'obiettivo di metterla nelle condizioni di andarsene. Successivamente impara il valore del gioco di squadra, e dopo aver riconosciuto le capacità di Kozue la accetta come titolare.
Doppiata da Kuriko Komamura (originale), Angelina Contaldi (2º doppiaggio), Patrizia Salmoiraghi (3º doppiaggio, italiano).
Kyoko Iwatani (岩谷京子?, Iwatani Kyōko)
Marta nel 3º doppiaggio italiano. Ha capelli neri di lunghezza media ed è un'ottima ricevitrice.
Doppiata da Mariella Furgiuele (2º doppiaggio, italiano).

## Liceo Jidoin
Kaori Yagisawa (八木沢香?, Yagisawa Kaori)
Kaori Agisawa nel 2º doppiaggio italiano e Kaori Kappa nel 3º. È la maggiore delle sorelle Yagisawa dal Liceo Jidoin, del quale è il capitano della squadra di pallavolo. Ha occhi blu, una carnagione abbronzata e capelli neri che tiene raccoti in due codini sulle tempie. Insieme alle sue due sorelle è capace di creare un turbine. In seguito alla loro vittoria nel campionato nazionale juniores, non possono partecipare all'amichevole contro la Corea a causa della morte della loro madre e allenatrice. Dopo il diploma Kaori prende il posto della madre come allenatrice della squadra. È lei a guidare Kozue nel campo di allenamento del Liceo Tonan, in cui le giocatrici utilizzano per allenarsi un computer che raccoglie tutti i dati delle avversarie. In seguito entra a far parte del Minion. Nell'ultima parte della storia gioca assieme a Kozue nella nazionale giapponese ai mondiali di pallavolo in Bulgaria, trattandola a volte freddamente, ma al contempo aiutandola a creare la "goccia di ciclone".
Doppiata da Keiko Yamamoto (originale), Angelina Contaldi (1ª voce), Antonella Rendina (2ª voce), Antonella Baldini (3ª voce) (2º doppiaggio), Donatella Fanfani (3º doppiaggio, italiano).
Shizuka Yagisawa (八木沢静?, Yagisawa Shizuka)
Noemi Agisawa nel 2º doppiaggio italiano e Kei Kappa nel 3º. È la seconda delle sorelle Yagisawa, ha occhi blu, una carnagione abbronzata e capelli neri corti. Porta inizialmene il numero 2 sulla maglia e poi l'1 in seguito al ritiro della sorella maggiore. Si arrabbia con Kozue quando questa ferisce accidentalmente sua sorella minore impedendole di giocare, ma poi capisce che non l'ha fatto apposta e la incoraggia a ritornare a giocare.
Doppiata da Minori Matsushima, Eiko Masuyama, Reiko Katsura (originale), Antonella Rinaldi (1ª voce), Daniela Caroli (2ª voce), Maura Cenciarelli (3ª voce), Antonella Baldini (4ª voce) (2º doppiaggio, italiano).
Katsura Yagisawa (八木沢桂?, Yagisawa Katsura)
Saira Agisawa nel 2º doppiaggio italiano e Katia Kappa nel 3º. È la minore delle sorelle Yagisawa, ha occhi blu, una carnagione abbronzata e capelli neri leggermente più lunghi di quelli di Shizuka. Porta inizialmente il numero 3 sulla maglia e il 2 dopo il ritiro di Kaori. Delle tre sorelle è quella più legata alla madre, e di conseguenza anche quella che risente di più della sua morte. Essendo emotivamente fragile diventa il bersaglio del Fujimi durante una semifinale, fino al punto di rimanere ferita. Sentendosi responsabile, Kozue decide di smettere di giocare, ma Katsura non nutre risentimento nei suoi confronti e la esorta a ritornare in campo. In seguito la aiuta a mettere a punto "l'attacco a palloncino".
Doppiata da Toshiko Miura, Michiko Nomura (originale), Antonella Rinaldi (1ª voce), Daniela Caroli (2ª voce) (2º doppiaggio), Marcella Silvestri (3º doppiaggio, italiano).

## Liceo Aoba
Misao Yamamoto (山本操?, Yamamoto Misao)
Alta 180 cm, viene inizialmente sottovalutata dalle compagne. Avrà un diverbio con Teruko ma le due si riappacificheranno grazie a Kozue. Successivamente riesce a sviluppare una schiacciata pericolosissima, in grado di mettere fuori gioco le avversarie.
Doppiata da Keiko Yamamoto, Chieko Kitagawa (originale), Maura Cenciarelli (1ª voce), Susanna Fassetta (2ª voce), Maria Rita Ruffini (3ª voce), Mariella Furgiuele (4ª voce) (2º doppiaggio), Patrizia Scianca (3º doppiaggio, italiano).
Teruko Shirakawa (白河照子?, Shirakawa Teruko)
Nel 2º doppiaggio italiano viene chiamata, oltre che con il suo nome originale, anche Risuko Kari e Shiza Yamaruko a seconda degli episodi in cui appare, mentre nel 3º doppiaggio si chiama Veronica. Viene selezionata per la nazionale juniores giapponese, ma abbandona a causa degli estenuanti allenamenti di Inokuma e ricompare più avanti come membro dell'Aoba. Come Yamamoto, anche lei non si era allenata per l'amichevole contro la Corea, ma dopo aver visto la dedizione di Kozue, gioca anche lei un ruolo attivo nella partita.
Doppiata da Mitsuko Aso, Yoko Hatakeyama (originale), Gabriella Andreini (1ª voce), Angelina Contaldi (2ª voce), Susanna Fassetta (3ª voce), Maura Cenciarelli (4ª voce), Francesca Rossiello (5ª voce) (2º doppiaggio), Loredana Nicosia (3º doppiaggio, italiano).

## Altre avversarie

### Giappone
Ryoko Kakinouchi (垣之内良子?, Kakinouchi Ryōko)
Nel 1º doppiaggio italiano è inizialmente chiamata Kashi Ryoko e poi con il suo nome originale, mentre nel 2º viene chiamata a seconda degli episodi in cui appare: Karin Yoshiko, Kaji, Tirio e Kinouchi Yoshiko. Nel 3º doppiaggio il suo nome è Caterina. Ha capelli neri corti. Eccellente capitano del Fukuoka e membro di punta della Nazionale giapponese Juniores; è la principale rivale di Kozue durante il periodo del Ginnasio, e poi sua amica durante i mondiali juniores. Ragazza estremamente tenace e competitiva ma anche molto solidale.
Doppiata da Masako Ebisu (originale), Monica Ward (1º doppiaggio), Francesca Rossiello (1ª voce), Angelina Conaldi (2ª voce), Susanna Fassetta (3ª voce), Antonella Baldini (4ª voce), Antonella Rinaldi (5ª voce) (2º doppiaggio), Alessandra Karpoff (3º doppiaggio, italiano).
Michiru Sanjō (三条美智留?, Sanjō Michiru)
Sashiko nel 2º doppiaggio italiano e Sonia nel 3º. Ha capelli neri di lunghezza media raccolti con un nastro lilla e porta una frangetta. Fa anche lei parte della Nazionale giapponese Juniores. Inizialmente si comporta in maniera ostile nei confronti di Kozue e delle altre sue compagne poiché mira a diventare capitano. Ha perso la madre in tenera età e in seguito alla morte del padre, è stata costretta a separarsi dal fratello maggiore. Dopo aver trascorso un periodo in orfanotrofio è stata adottata da una famiglia benestante e ha acquisito una personalità altezzosa. Decide di giocare a pallavolo come vendetta per la perdita di suo fratello, che si scoprirà essere l'allenatore Daigo Inokuma, mentre nel dorama è suo padre. Successivamente si riconcilia con Kozue e le altre. Dopo le scuole medie entra a far parte del Liceo femminile Kanagawa e diventa capitano della squadra di pallavolo scolastica.
Doppiata da Reiko Muto (originale), Gabriella Andreini (ep. 27-40), Maura Cenciarelli (2ª voce), Angelina Contaldi (3ª voce), Daniela Caroli (4ª voce) (2º doppiaggio), Daniela Fava (ep. 27-40), Patrizia Salmoiraghi (2ª voce) (3º doppiaggio, italiano).
Satomi Yoshimura (吉村さとみ?, Yoshimura Satomi)
Sato Miura nel 2º doppiaggio italiano e Maddalena nel 3º. Porta i capelli legati in due treccine in cima alla testa. È il capitano della squadra del Meiho ed è una vecchia amica di Kozue, con cui in seguito rappresenterà il Giappone ai campionati mondiali juniores.
Doppiata da Eiko Masuyama (originale), Carla Comaschi (1º doppiaggio), Angelina Contaldi (2ª voce) (2º doppiaggio), Donatella Fanfani (3º doppiaggio, italiano).
Yumiko Mihara (三原由美子?, MIhara Yumiko)
Karin nel 3º doppiaggio italiano. Ha capelli neri corti, una carnagione chiara e occhi blu. Capitano del Misawa, ha migliorato le sue capacità di ricezione installando una macchina lanciapalle. Dopo aver perso contro il Fujimi sfida direttamente Kozue ad una partita individuale, ritenendo le sue compagne responsabili della sua sconfitta, ma perde nuovamente.
Doppiata da Michiko Nomura (originale), Cristina Boraschi (1ª voce), Angelina Contaldi (2ª voce) (2º doppiaggio), Patrizia Scianca (3º doppiaggio, italiano).
Yoko Fuji
Ha capelli neri raccolti in due codini con dei nastri e porta una sciarpa. Capitano del Kotoku, minaccia Kozue e le sue compagne di dare alla stampa una foto compromettente del signor Hongo se non le lasceranno vincere la partita. Dopo essere stata sconfitta e smascherata minaccia Kozue con un coltello, ma viene fermata dal suo amico Ryuuji. Successivamente apprezza la soddisfazione di giocare onestamente.
Doppiata da Antonella Rinaldi (1ª voce), Antonella Baldini (2ª voce) (2º doppiaggio), Marina Massironi (3º doppiaggio, italiano).
Ryoko Higaki (飛垣陵子?, Higaki Ryoko)
Marcella nel 3º doppiaggio italiano. Ha capelli a caschetto castani. È il capitano del Tonan. Durante l'amichevole contro la Corea non si impegna affatto, ritenendolo un incontro di scarso valore, anche se alla fine della partita si commuove. La sua squadra rapisce le avversarie per analizzarne i valori fisici e immagazzinarli in un computer da utilizzare durante gli allenamenti, in modo da studiarne le mosse alla perfezione. Viene battuta da Kozue e le sue compagne, che per disorientare gli schemi del Tonan giocano improvvisando.
Doppiata da Mitsuko Aso, Masako Nozawa (originale), Francesca Rossiello (1ª voce), Antonella Baldini (2ª voce) (2º doppiaggio), Cinzia Massironi (3º doppiaggio, italiano).

### Unione Sovietica
Shellenina (シェレーニナ?, Sherēnina)
Shulenina (シュレーニナ?, Shurēnina) nel manga originale, Selenina nel 1º e nel 3º doppiaggio italiano e Shulena Andreyevna nel 2º. Ha lunghi capelli biondi e occhi azzurri, e inizialmente porta la frangetta. È la potente rivale sovietica di Kozue. Appare durante l'amichevole tra Giappone, Stati Uniti e Unione Sovietica, dove sconfigge Kozue e le sue compagne. Nonostante la loro rivalità sportiva le due hanno una grande stima reciproca. Infatti, dopo la sconfitta di Kozue Shellenina le infonde nuovo coraggio presentandole la sua compagna Bolčinskaja, ottima giocatrice pur essendo claudicante dall'infanzia. Dopodiché sfiderà altre due volte Kozue: nel campionato mondiale juniores, nel quale sarà di nuovo vincitrice, e nel campionato mondiale femminile di pallavolo del 1970, dove la protagonista riuscirà finalmente a batterla.
Doppiata da Hiroko Suzuki e Eiko Masuyama (originale), Rita Baldini (1º doppiaggio), Alessandra Korompay (1ª voce), Francesca Rossiello (2ª voce) (2º doppiaggio), Loredana Nicosia (3º doppiaggio, italiano).
Bolčinskaja (ボルチンスカヤ?, Boruchinsukaya)
Ha occhi azzurri e capelli castani raccolti in due codini sulle tempie. È un personaggio originale dell'anime. È una compagna di squadra di Shellenina, con la quale gioca anche nella nazionale sovietica juniores. A causa di un incidente avvenuto quando era bambina zoppica e non parla, ma ciononostante è una giocatrice formidabile. Insieme a Shellenina ha messo a punto una schiacciata letale, combinata con il lancio incrociato della compagna.

### Kenya
Manumba (マヌンバ?, Manunba)
Chiamata anche Manumba Manumber nel 2º doppiaggio italiano. Capitano della squadra del Kenya nella nazionale juniores. Ha i capelli corti e porta orecchini azzurri. Viene ferita dalla terribile schiacciata di Bolčinskaja ma continua a giocare impressionando il pubblico. Durante il campionato mondiale in Bulgaria, ha un malore a causa del cambiamento d'aria mentre gioca contro l'Ungheria e in seguito decide di non scendere più in campo per non essere di peso alle compagne.
Doppiata da Haruko Kitahama (originale), Francesca Rossiello (2ª voce) (2º doppiaggio), Patrizia Scianca (3° doppiaggio, italiano).

### Corea
Sai (崔（サイ）?, Sai)
Chiamata prima Gari e poi Sui nel 2º doppiaggio italiano e Gai nel 3º. Capitano della nazionale coreana juniores. Ha capelli neri corti e un viso mascolino dai lineamenti affilati. Nonostante la sua squadra venga battuta dal Giappone, accetta di aiutare Kozue e le sue compagne ad allenarsi per battere l'Unione Sovietica. Successivamente gioca ancora contro il giappone in un'amichevole, perdendo nuovamente.
Doppiata da Masako Sugaya, Mitsuko Aso (originale), Maria Rita Ruffini (1ª voce), Delia Valle (2ª voce), Susanna Fassetta (3ª voce) (2º doppiaggio), Debora Magnaghi (1ª voce), Patrizia Scianca (2ª voce), Marcella Silvestri (3ª voce) (3º doppiaggio, italiano).
Jungyuk (順玉（ジュンギョク）?, Jungyoku)
Yamayoko nel 2º doppiaggio italiano e Jungiku nel 3º. Ha lunghi capelli neri raccolti in due trecce. È la sorella di Sai e gioca nell'amichevole contro il Giappone.
Doppiata da Keiko Hanagata (originale), Maria Rita Ruffini (2º doppiaggio), Manuela Tamietti (3º doppiaggio, italiano).

### Stati Uniti
Kathy (キャシー?, Kyashī)
Capitano degli Stati Uniti ai mondiali juniores. Ha occhi azzuri e capelli castani con una permanente. Invita Kozue e le sue compagne ad una festa e mantiene sempre un atteggiamento rilassato e gioviale anche durante le partite importanti. Nonostante sia stata battuta dal Giappone, aiuta Kozue insieme alla squadra coreana a prepararsi per l'incontro con le sovietiche.
Doppiata da Noriko Ohara (originale), Cinzia Massironi (3º doppiaggio, italiano)
Virginia (バージニア?, Bājinia)
È un membro della nazionale statunitense ed è afroamericana. Ha capelli corti e porta degli orecchini verdi. Provenendo dai quartieri poveri di New York ha una visione cinica dello sport: crede che sia solo una questione di soldi, in cui vincere o perdere non ha importanza, ma Kozue le fa cambiare idea.
Doppiata da Minori Matsushima (originale), Cristina Boraschi (2ª voce) (2º doppiaggio), Marina Massironi (3º doppiaggio, italiano).

## Altri personaggi

### Amici e conoscenti
Jiro Yushima (湯島二郎?, Yushima Jirō)
Riccardo nel 3º doppiaggio italiano. Uno studente universitario di medicina e vice allenatore della squadra del liceo Aoba. Stringe amicizia con Kozue nella seconda parte della storia, quando quest'ultima si trova in montagna per riabilitarsi dopo aver contratto il tetano. Jiro rivede in Kozue sua sorella minore, morta prematuramente durante un'escursione sulle montagne. Nonostante i due inizino a provare dei sentimenti l'uno per l'altra, il ragazzo decide di rimanere momentaneamente soltanto amico di Kozue a causa della loro rivalità sportiva, e sarà spesso di sostegno morale per la protagonista. Nel finale partecipa alla nazionale giapponese maschile di pallavolo, perdendo contro l'Unione Sovietica; tuttavia il suo attacco nascosto è di ispirazione per Kozue nel trovare una variante alla sua goccia di ciclone.
Doppiato da Katsuji Mori (originale), Alessio Cigliano (2º doppiaggio), Gabriele Calindri (3º doppiaggio, italiano).
Mitamura (三田村?, Mitamura)
Capitano della squadra di calcio del Fujimi. È un buon amico di Kozue e Midori, per la quale sembra abbia anche un interesse romantico corrisposto, e aiuta occasionalmente le ragazze a mettere a punto nuove tecniche di gioco. Litiga e si azzuffa con Tsutomu, che non pratica alcuno sport, essendo quest'ultimo in disaccordo sulla costruzione di una palestra, ma in seguito si riappacificano e diventano amici.
Doppiato da Makio Inoue (originale), Massimo De Ambrosis (1º doppiaggio), Marco Ioannucci (1ª voce), Oreste Baldini (2ª voce), Mino Caprio (3ª voce), Rori Manfredi (4ª voce) (2º doppiaggio), Claudio Ridolfo (3º doppiaggio, italiano).
Mari Ohara (大原まり?, Ōhara Mari)
Mary Ohara nel 3º doppiaggio italiano. È il capitano della squadra di pallavolo universitaria del Fujimi. Durante l'estate ospita Kozue e Midori nel suo campo di addestramento, quando le ragazze vogliono allenarsi per battere i quattro assi dell'Hamaki. Insegna a Kozue ad attaccare con entrambe le braccia, che grazie al suo aiuto riesce anche a scoprire come eseguire il servizio a "foglia cadente". Successivamente, quando Kozue manda accidentalmente Kudo all'ospedale a causa di un duro allenamento, le insegna a essere più comprensiva come capitano e a capire le difficoltà delle proprie compagne, avendo commesso in precedenza lo stesso errore con una sua amica.
Doppiata da Hiroko Mori (originale), Rita Baldini (1º doppiaggio), Donatella Fanfani (3º doppiaggio, italiano).
Maya (マヤ?, Maya)
Personaggio originale dell'anime. Caratterizzata da lunghi capelli neri, è la ragazza a capo dei "magnifici sei", una banda di motociclisti, e nel tempo libero si diletta con la pallavolo. Incontra Kozue e le sue compagne quando queste si trovano in vacanza a Nara. Vive costantemente sul filo del rasoio, non riuscendo a resistere al brivido del pericolo e alle competizioni più difficili. Lei e la sua banda sfidano ripetutamente le ragazze del liceo Fujimi, e dopo aver perso contro di loro a una partita di pallavolo chiama Kozue "capitano". Quando la protagonista contrae il tetano scontrandosi con una motocicletta posizionata ad uno degli angoli del campo durante la partita, si precipita ad Osaka con la sua banda per recuperare l'antidoto, e dopodiché sparisce misteriosamente.
Doppiata da Noriko Ohara (originale), Antonella Baldini (2º doppiaggio), Patrizia Scianca (3º doppiaggio, italiano).
Toko (トコ?, Toko)
Silvia nel 3º doppiaggio italiano. Personaggio originale dell'anime. È una bambina amica di Tsutomu, che aiuta a vendere le sue verdure, e vive in un complesso residenziale. Quando il suo amico viene aggredito da altri venditori di ortaggi, lo salva fingendo che stia arrivando la polizia. Successivamente, quando Tsutomu cade in un burrone con il suo furgone, si precipita in campo durante la finale del torneo regionale tra licei per avvertire Kozue. Dopo la morte del ragazzo si arrabbia con Kozue per non essere arrivata in tempo al suo capezzale, anche se in seguito la perdona e le chiede di insegnarle a giocare a pallavolo. Nella versione originale chiama Tsutomu e Kozue "fratello" e "sorella" (onii-chan e onee-chan) pur non avendo con loro legami di parentela, mentre negli adattamenti italiani sembra sia diventata la sorella di Tstutomu a tutti gli effetti.
Doppiata da Masako Ebisu (originale), Beatrice Margiotti (2º doppiaggio), Marcella Silvestri (3º doppiaggio, italiano).
Johnny
Un ragazzino afroamericano conoscente di Virginia. Ruba a Kozue la palla portafortuna del Fujimi non avendone mai avuta una propria. Dopo avergliela restituita, la ragazza gli regalerà la palla con cui ha vinto l'incontro con la Romania.
Doppiato da Marco Ioannucci (2º doppiaggio), Marcella Silvestri (3º doppiaggio, italiano).
Ryuuji
Ryuzi nel 2º doppiaggio italiano e Sergio nel 3º. Un amico di Yoko, tifoso della squadra del Kotoku. Approfittando della sua somiglianza con Tsutomu, aiuta Yoko ad attirare Kozue in un tranello con il fine di ricattarla. Tuttavia, quando in seguito alla vittoria del Fujimi Yoko minaccia Kozue con un coltello, Ryuuji difende la protagonista e le lascia un biglietto con delle informazioni sulle tattiche delle sorelle Yagisawa.
Doppiato da Oreste Baldini (1ª voce), Mino Caprio (2ª voce) (2º doppiaggio), Nicola Bartolini Carrassi (3º doppiaggio, italiano).
Signora Sofia
L'espansiva signora bulgara proprietaria della casa in cui alloggia la nazionale giapponese; porta lo stesso nome della città in cui vive. Ha vissuto per 15 anni in Giappone e fa sempre il tifo per Kozue e le sue compagne durante le partite.
Doppiata da Mariella Furgiuele (2º doppiaggio), Tullia Piredda (3º doppiaggio, italiano).

### Familiari
Madre di Kozue (こずえの母?, Kozue no haha)
Una bella donna dagli occhi blu, molto apprensiva e amorevole nei confronti della figlia Kozue. Nel manga indossa abitualmente abiti giapponesi, mentre nell'anime porta vestiti occidentali e tiene sempre i capelli raccolti. Nel manga resta molto addolorata dalla scoperta dell'infertilità della figlia, dovuta a un'infezione uterina. Nel dorama il suo nome è Ryoko (亮子?, Ryōko).
Doppiata da Haruko Kitahama (originale), Carla Comaschi (1º e 2º doppiaggio), Giovanna Avena (2ª voce), Mariella Furgiuele (3ª voce) (2º doppiaggio), Graziella Porta (3º doppiaggio, italiano).
Padre di Kozue (こずえの父?, Kozue no chichi)
Un dirigente aziendale molto legato alla figlia, sempre pronto a supportarla e incoraggiarla. Per un periodo Kozue ha vissuto a casa di suo fratello a Fujimi, prima che lui e sua moglie li raggiungessero. Indossa abitualmente un completo verde. Nel dorama il suo nome è Yoshio (良夫?, Yoshio).
Doppiato da Osamu Kobayashi (originale), Marco Mori (1º doppiaggio), Giovanni Brusatori (1ª voce), Marco Bonetti (2ª voce), Claudio Trionfi (3ª voce), Vittorio Amandola (4ª voce), Bruno Cattaneo (5ª voce) (2º doppiaggio), Pietro Ubaldi (3º doppiaggio, italiano).
Padre di Tsutomu (努の父?, Tsutomu no chichi)
Nell'anime è un fruttivendolo, mentre nel dorama possiede un negozio di ramen e si chiama Shinpei (新平?, Shinpei).
Doppiato da Kenta Kimotsuki (originale), Vittorio Amandola (2º doppiaggio), Maurizio Scattorin (3º doppiaggio, italiano).
Madre di Tsutomu (努の母?, Tsutomu no haha)
In seguito alla morte del figlio, dà i suoi diari a Kozue e continua a recarsi a vedere le sue partite.
Padre di Midori
Un ricco industriale che non perde occasione di viziare la figlia.
Miki Yagisawa (八木沢美樹?, Yagisawa Miki)
Signora Agisawa nel 2° doppiaggio e signora Kappa nel 3°. Madre delle tre sorelle Yagisawa e loro allenatrice fin dall'infanzia. Di salute cagionevole, muore prematuramente di malattia poco prima dell'amichevole contro la Corea, non prima di aver visto vincere le figlie al campionato nazionale juniores.
Doppiata da Nobuko Maki (originale), Carla Comaschi (2º doppiaggio), Caterina Rochira (3° doppiaggio, italiano).
Padre di Ishimatsu
Un fruttivendolo corpulento che mette spesso in imbarazzo la figlia.
Doppiato da Mino Caprio (1ª voce), Bruno Cattaneo (2ª voce) (2º doppiaggio, italiano).
Zia di Kozue e Tsutomu
È la moglie dello zio di Kozue ed è zia diretta di Tsutomu. Per un periodo Kozue vive a casa sua e del marito prima di essere raggiunta dai genitori. Ha un cane di nome Ken.
Doppiata da Carla Comaschi (1º doppiaggio), Marcella Silvestri (3º doppiaggio, italiano).
Zio di Kozue e Tsutomu
Il fratello del padre di Kozue.
Doppiato da Marco Mori (1º doppiaggio), Marco Balzarotti (3º doppiaggio, italiano).

### Altri
Yamada
Il presidente della Federazione Giapponese Pallavolo.
Doppiato da Mino Caprio (2º doppiaggio), Tony Fuochi (3º doppiaggio, italiano).
Dottoressa Mihara
Porta gli occhiali ed è la dottoressa della nazionale giapponese di pallavolo.
Doppiata a Mariella Furgiuele (2º doppiaggio, italiano).
Telecronista
Doppiato da Renato Cecchetto (2º doppiaggio), Diego Sabre (3º doppiaggio, italiano).